# Station Haaksbergen

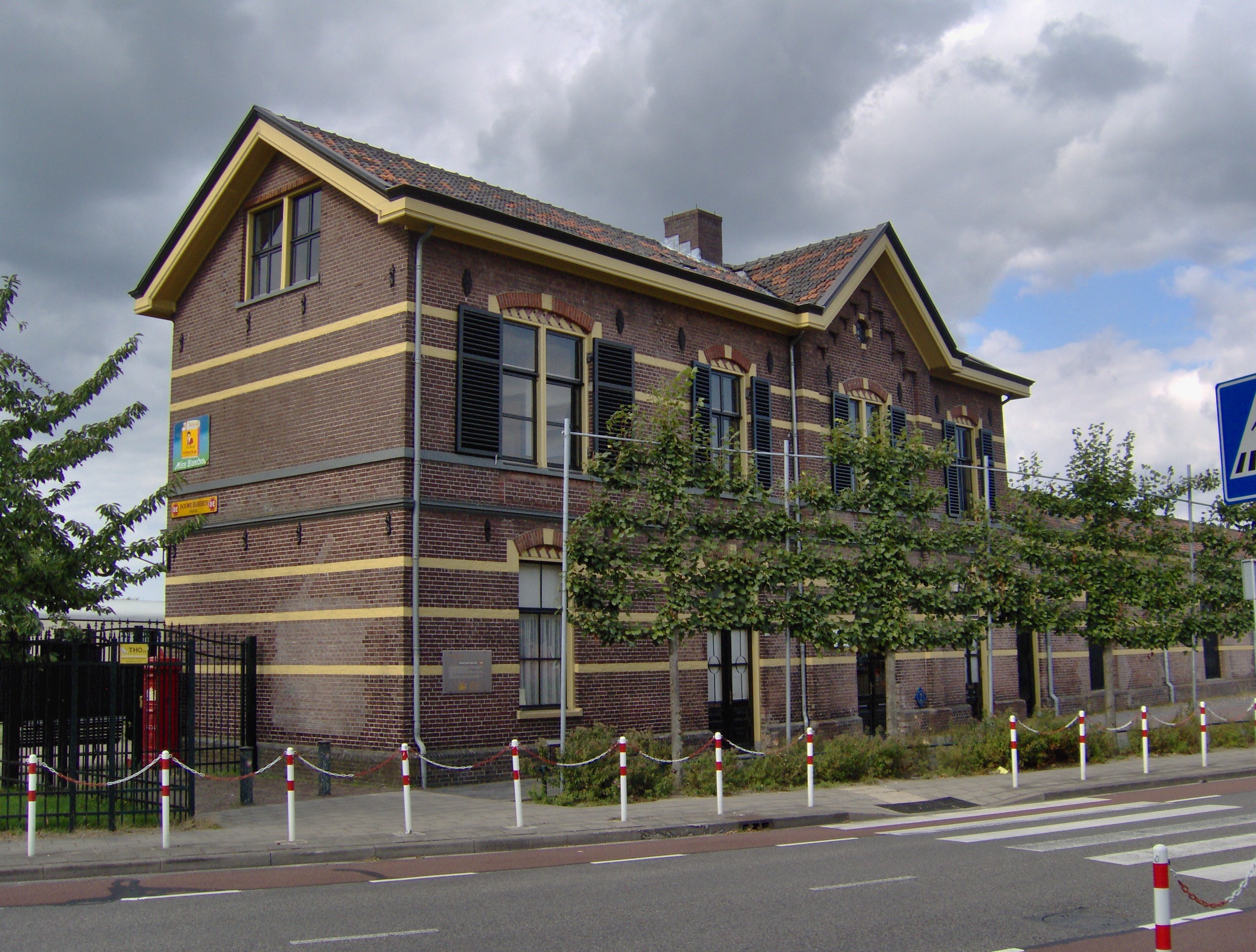
Station Haaksbergen, straatzijde in 2007.

Station Haaksbergen (afkorting: Hbg) is gelegen aan de door de Geldersch-Overijsselsche Lokaalspoorweg-Maatschappij aangelegde en in 1884 geopende spoorlijn Winterswijk – Groenlo – Eibergen – Neede – Haaksbergen – Hengelo / Enschede.

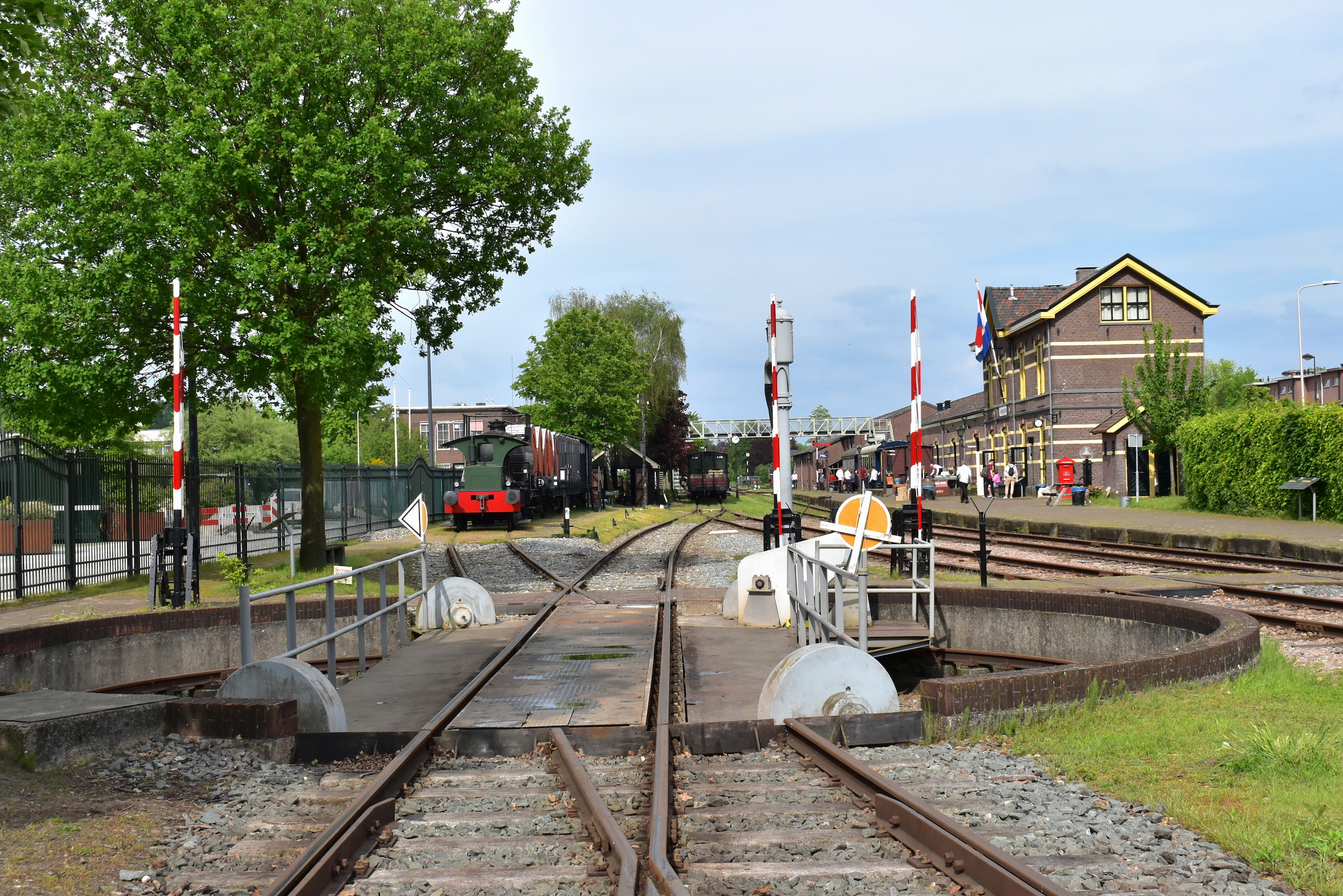
Draaischijf te Station Haaksbergen; 2024.

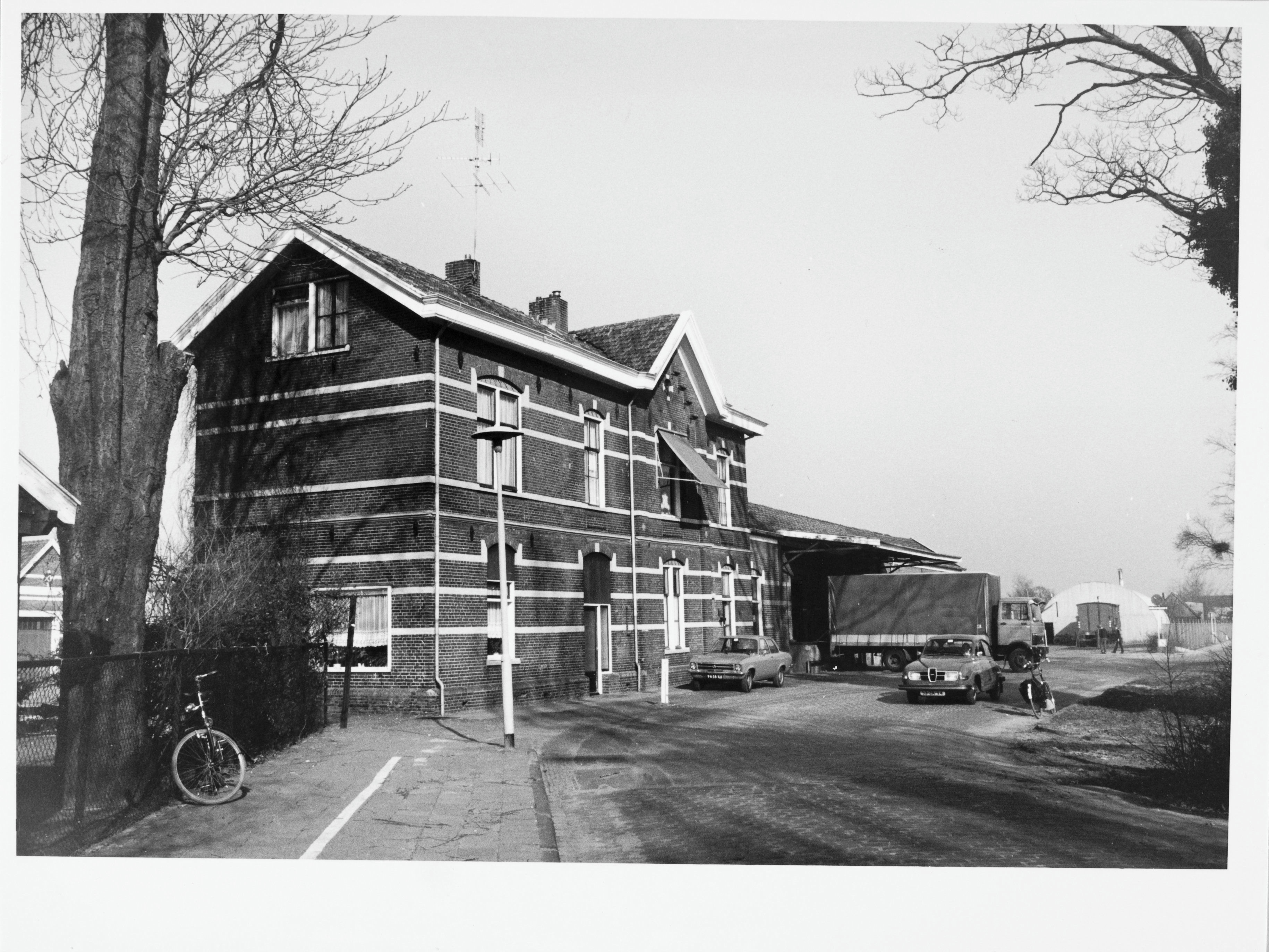
Station Haaksbergen, straatzijde in februari 1980.

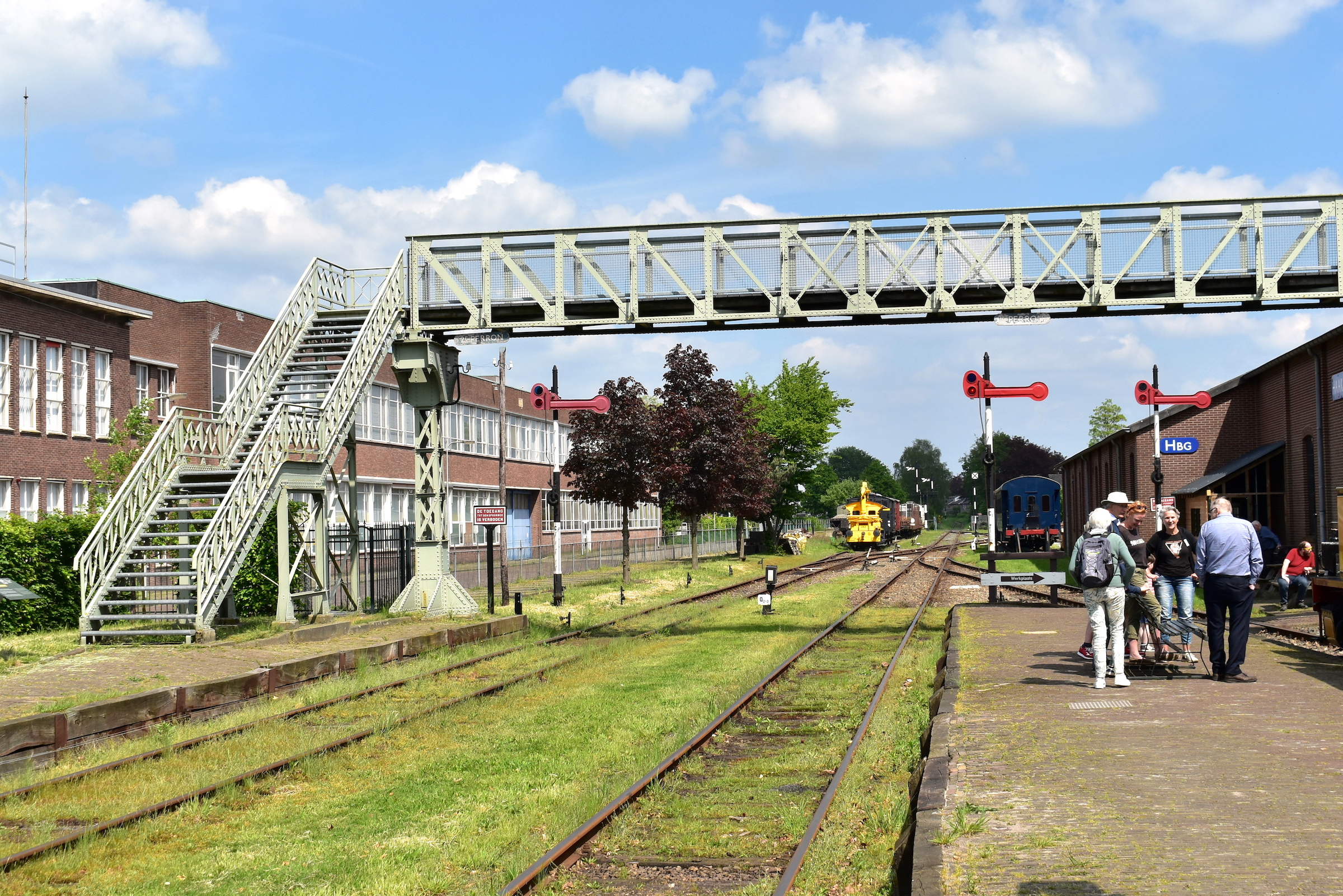
Voetgangersbrug afkomstig uit Geldermalsen op het Station Haaksbergen; 2024.

Tegenwoordig is het station in gebruik bij de Museum Buurtspoorweg (MBS) Haaksbergen – Boekelo. Deze spoorlijn behoort tot de laatste restanten van het GOLS-spoorwegnet.
Het station, van het type GOLS groot, dateert uit 1884 en werd in de jaren daarna uitgebreid tot de huidige situatie (goederenloods in 1886, vergroting goederenloods in 1897, tweede spoor in 1894, inhaalspoor in 1916).
Haaksbergen kende fabrieksaansluitingen naar onder andere de ABTB, Frankenhuis & Zn., Jordaan & Zn. en de Twentsche Kabelfabriek. Het station werd gesloten voor reizigersvervoer op 3 oktober 1937 en voor goederenvervoer op 28 mei 1972.
Sinds 15 augustus 1985 is het gebouw in handen van de MBS. Het emplacement werd door de MBS opnieuw ingericht, waarbij een locomotievenloods, een werkplaats, seininrichting, draaischijf en waterkolom werden geplaatst. Ook een voetgangersbrug afkomstig uit Geldermalsen werd toegevoegd.
Almelo · 
-De Riet · 
Borne · 
Daarlerveen · 
Dalfsen · 
Delden · 
Deventer · 
-Colmschate · 
Enschede · 
-De Eschmarke · 
-Kennispark · 
Glanerbrug · 
Goor · 
Gramsbergen · 
Hardenberg · 
Heino · 
Hengelo · 
-Gezondheidspark ·
-Oost · 
Holten · 
Kampen · 
-Zuid ·
Mariënberg · 
Nijverdal · 
Oldenzaal ·
Olst · 
Ommen · 
Raalte ·
Rijssen · 
Steenwijk · 
Vriezenveen · 
Vroomshoop · 
Wierden · 
Wijhe · 
Zwolle · 
-Stadshagen
Stations van de Museum Buurtspoorweg:
Haaksbergen · Zoutindustrie · Boekelo

Voormalige stations: zie de lijst van voormalige spoorwegstations in Overijssel